# Vale S.A.
Vale S.A. (phát âm tiếng Bồ Đào Nha: [ˈvali]) là một tập đoàn đa quốc gia Brasil hoạt động trong lĩnh vực kim loại và khai thác mỏ và là một trong những nhà khai thác hậu cần lớn nhất ở Brazil.
Vale là nhà sản xuất quặng sắt và niken lớn nhất thế giới. Vale cũng sản xuất mangan, hợp kim ferô, đồng, bauxit, kali, kaolin và coban. Công ty hiện cũng đang vận hành 9 nhà máy thủy điện và một mạng lưới lớn đường sắt, tàu và cảng được sử dụng để vận chuyển sản phẩm của mình.

## Hoạt động hiện tại
Mặc dù các hoạt động chính của công ty là ở Brasil, nhưng Vale có hoạt động ở 30 quốc gia, được trình bày chi tiết dưới đây và trên trang web của công ty.

## Cơ cấu sở hữu
Công ty được niêm yết trên các sàn giao dịch chứng khoán của São Paulo, thành phố New York, Paris và Madrid.

## Kinh doanh khai thác

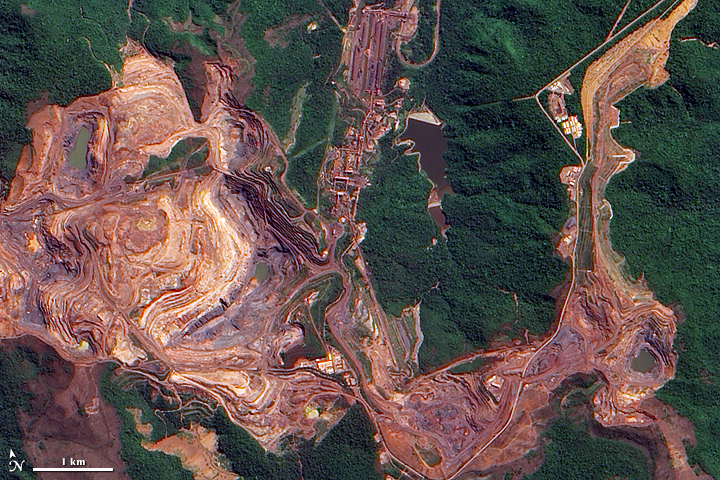
Mỏ Carajás của Vale, Pará, 2009. Ảnh vệ tinh của NASA

### Quặng sắt
Vale là nhà sản xuất quặng sắt lớn nhất thế giới. Doanh thu của quặng mịn và viên vê chiếm 65% tổng doanh thu của công ty trong năm 2014. Trong năm 2014, Vale đã bán 256 triệu tấn quặng mịn và 44 triệu tấn viên quặng sắt. Trung tâm Mariana của Vale là trung tâm khai thác quặng sắt lớn thứ 9 trên thế giới vào năm 2014, với sản lượng 39 triệu tấn. Serra Sull / S11D của Vale là dự trữ khoáng sản lớn nhất thế giới. Các mỏ quặng sắt của công ty chủ yếu ở Brasil.

### Niken
Vale là nhà sản xuất niken lớn nhất thế giới. Doanh thu của niken chiếm 17% tổng doanh thu của công ty trong năm 2014. Trong năm 2014, Vale đã bán được 272.000 tấn niken. Công ty sở hữu các mỏ niken ở Canada, Indonesia, New Caledonia và Brasil.

### Các sản phẩm phân bón
Doanh số bán các sản phẩm phân bón, chủ yếu là phosphat và nitơ, chiếm 6% tổng doanh thu của công ty trong năm 2014. Trong năm 2014, Vale đã bán được 9 triệu tấn sản phẩm phân bón.

### Đồng
Doanh số bán tinh quặng đồng chiếm 4% tổng doanh thu của công ty trong năm 2014. Trong năm 2014, Vale đã bán được 353.000 tấn đồng. Công ty sở hữu các mỏ đồng ở Brasil, Canada, Chile và Zambia.

### Mangan và hợp kim
Doanh số bán mangan và hợp kim chiếm 1% tổng doanh thu của công ty trong năm 2014. Năm 2014, Vale đã bán được 2 triệu tấn mangan và hợp kim. 

### Than
Doanh số bán than chiếm 2% tổng doanh thu của công ty trong năm 2014. Năm 2014, Vale đã bán được 7,5 triệu tấn than. Công ty sở hữu các mỏ than ở Úc và Mozambique.